# Стецева
Стецева́ (укр. Стецева) — село в Снятынской городской общине Коломыйского района Ивано-Франковской области Украины.
Население по переписи 2001 года составляло 3204 человека. Занимает площадь 30,216 км². Почтовый индекс — 78333. Телефонный код — 03476.

## Известные уроженцы
- Гаморак, Кирилл Семёнович (1837—1909) — украинский священник, общественный деятель.
- Стефаник, Семён Васильевич (1904—1981) — украинский общественно-политический деятель.